# Kəpəz Gəncə
Kəpəz Gəncə (azer. Kəpəz Professional Futbol Klubu) – azerski klub piłkarski, z siedzibą w Gandży.

## Historia
Chronologia nazw:
- 1959–1961: Tekstilşçik Kirovabad (ros. «Текстильщик» Кировабад)
- 1962–1974: Dinamo Kirovabad (ros. «Динамо» Кировабад)
- 1975–1981: Progres Kirovabad (ros. «Прогресс» Кировабад)
- 1982–1989: Kəpəz Kirovabad (ros. «Кяпаз» Кировабад)
- 1990–1991: Kəpəz Gəncə (ros. «Кяпаз» Гянджа)
- 1991: Dinamo Gəncə (ros. «Динамо» Гянджа)
- 1992–2004: Kəpəz Gəncə
- 2005–2010: FK Gəncə
- 2011–...: Kəpəz Gəncə

Piłkarska drużyna Tekstilşçik została założona w mieście Kirovbad w 1959.
W 1959 zespół debiutował w Klasie B, strefie 3 Mistrzostw ZSRR. W 1962 przyjął nazwę Dinamo Kirovbad.
W 1963 po kolejnej reorganizacji systemu lig ZSRR klub spadł do Klasy B, strefy 1. W 1965 zajął w turnieju finałowym 1. miejsce i awansował do Drugiej Grupy A, podgrupy 1. W 1968 występował w Pierwszej Grupie A, jednak nie utrzymał się w najwyższej lidze, zajął ostatnie 20. miejsce i spadł z powrotem.
W 1970 po kolejnej reorganizacji systemu lig ZSRR klub ponownie spadł do Drugiej Ligi, strefy 2, w której występował do 1991. W 1975 zmienił nazwę na Progres Kirovbad, a w 1982 na Kəpəz Kirovbad. W ostatnim radzieckim sezonie 1991 występował pod nazwą Dinamo Gəncə.
W latach 1959–1970, 1986–1987, 1989 oraz 1991 startował w rozgrywkach Pucharu ZSRR.
W 1992 pod nazwą Kəpəz Gəncə debiutował w Wyższej Lidze Azerbejdżanu, w której występował do 2006. Podczas przerwy zimowej 2004/2005 zmienił nazwę na FK Gəncə. W sezonie 2006/2007 z powodów finansowych zrezygnował z dalszych rozgrywek i klub został rozwiązany.
W sezonie 1998/1999 w rundzie wstępnej Ligi Mistrzów spotkał się z Łódzkim Klubem Sportowym, przegrywając tę rywalizację (1:4 i 1:3). W 2011 przywrócił nazwę Kəpəz Gəncə.

## Sukcesy
- 20. miejsce w Pierwszej Grupie A ZSRR:

1968
- 1/8 finału Pucharu ZSRR:

1986/1987
- Mistrz Azerbejdżanu:

1997/98, 1998/99
- Wicemistrz Azerbejdżanu:

1999/00
- Brązowy medalista Mistrzostw Azerbejdżanu:

1993/94, 1995/96
- Zdobywca Pucharu Azerbejdżanu:

1993/94, 1996/97, 1997/98, 1999/00

## Europejskie puchary
Legenda do wszystkich tabel:
- Q – runda eliminacyjna, 1/16, 1/8, 1/4, 1/2 – odpowiednia faza rozgrywek, Grupa – runda grupowa, 1r gr – pierwsza runda grupowa, 2r gr – druga runda grupowa, F – finał, R – runda, PO – play-off
- k. – rzuty karne, los. – losowanie, Dogr. – dogrywka, w. – zasada bramek strzelonych na wyjeździe

| Sezon     | Rozgrywki                 | Runda | Przeciwnik      | Dom | Wyjazd | Ogólnie |
| --------- | ------------------------- | ----- | --------------- | --- | ------ | ------- |
| 1995/96   | Puchar UEFA               | Q     | Austria Wiedeń  | 0–4 | 1–5    | 1–9     |
| 1997/98   | Puchar Zdobywców Pucharów | 1Q    | FK Dinaburg     | 0–1 | 0–1    | 0–2     |
| 1998/99   | Liga Mistrzów             | 1Q    | ŁKS Łódź        | 1–3 | 1–4    | 2–7     |
| 1999/2000 | Liga Mistrzów             | 1Q    | Słoga Skopje    | 2–1 | 0–1    | 2–2, w. |
| 2000/01   | Puchar UEFA               | 1Q    | Antalyaspor     | 0–2 | 0–5    | 0–7     |
| 2016/17   | Liga Europy               | 1Q    | Dacia Kiszyniów | 0–0 | 1–0    | 1–0     |
| 2016/17   | Liga Europy               | 2Q    | Admira Wacker   | 0–2 | 0–1    | 0–3     |